# Gafsele
Gafsele (sydsamiska: Gååpsene) är en by i Åsele distrikt (Åsele socken) i Åsele kommun i Västerbottens län (Lappland). Byn, som ligger cirka 22 kilometer söder om tätorten Åsele, har bebyggelse på båda sidor om Ångermanälven där delarna vanligen benämns Östra Gafsele och Västra Gafsele. SCB avgränsade 1995 bebyggelsen väster om älven till en småort, namnsatt till Västra Gavsele. Den omfattade då 53 hektar och hade 58 invånare. Sedan dess har befolkningen aldrig överstigit 50 personer och området räknas sedan år 2000 inte längre som småort.

## Historik
Byn härleds till Nils Andersson av finnsläkt från Grundtjärn i Anundsjö socken, som år 1674 kom dit med sin hustru, Ella Henriksdotter, halvvuxna barn och en ko; bröt det första nybygget i vad som sedan blev Åsele lappmark. 
Redaktören och den samiske folklivsupptecknaren Torkel Tomasson inledde sin skolgång vid Svenska missionssällskapets skola i Gafsele som elvaåring.

## Näringsliv
Byn har en potatisodling, ett vandrarhem, ett fiskecentrum, en såg, en bagarstuga, en bystuga och ett bönhus. Affärer, skola och post är nedlagda sedan länge.
Ett vandrarhem är inrymt i den tidigare skolan.